# Dalvay-by-the-Sea
Dalvay-by-the-Sea è uno storico albergo ed un sito storico nazionale del Canada situato sulla riva settentrionale dell'Isola del Principe Edoardo all'estremità orientale del Parco nazionale dell'Isola del Principe Edoardo. L'edificio, in stile Regina Anna, venne originariamente costruito come residenza per un industriale americano.
L'albergo è un'attrazione popolare per i visitatori dell'Isola del Principe Edoardo ed è stato inserito nei film di Anna dai capelli rossi. L'edificio è anche stato l'immaginario White Sands Hotel nella serie canadese La strada per Avonlea.
Il principe William, duca di Cambridge, e Catherine, duchessa di Cambridge hanno visitato Dalvay-by-the-Sea durante il loro tour reale del Canada nel 2011. William partecipò ad esercitazioni di addestramento con le forze canadesi, eseguendo una procedura di atterraggio di emergenza sul lago Dalvay in un elicottero Sea King. Più tardi nel corso della giornata i coniugi hanno gareggiato l'uno contro l'altra in una gara di barca drago sul lago Dalvay.